# Wiesław Michnikowski

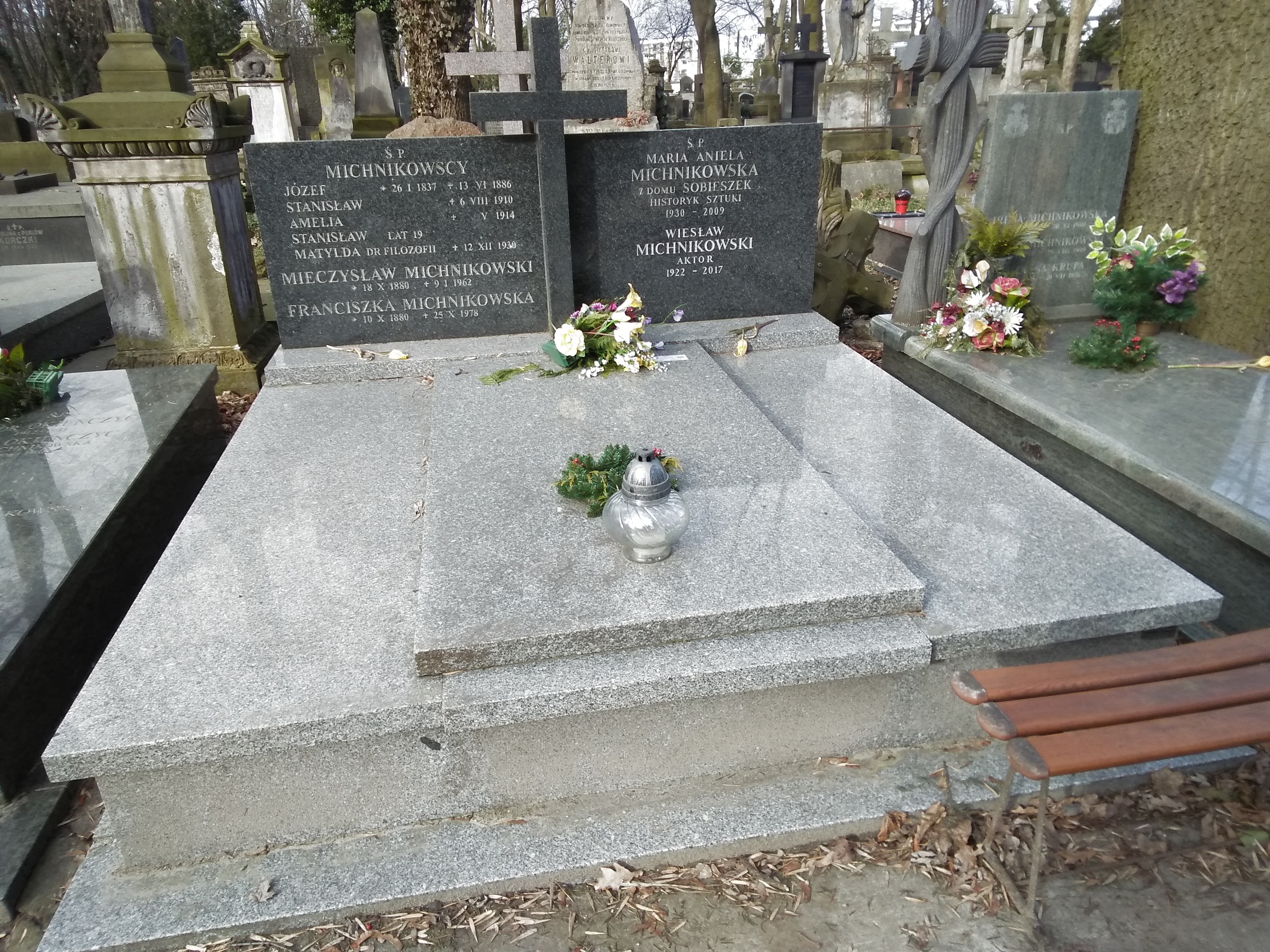
Grób Wiesława Michnikowskiego na cmentarzu Powązkowskim w Warszawie

Wiesław Antoni Michnikowski (ur. 3 czerwca 1922 w Warszawie, zm. 29 września 2017 tamże) – polski aktor teatralny i filmowy, wykonawca piosenki aktorskiej, artysta kabaretowy.

## Życiorys
Syn Mieczysława Michnikowskiego (1880–1962) i Franciszki z domu Skrzypek (1880–1978). 
Absolwent III LO im. gen. Józefa Sowińskiego w Warszawie. W 1946 zdał egzamin eksternistyczny w Szkole Dramatycznej w Lublinie. Był kolejno aktorem Teatru Domu Żołnierza w Lublinie (1945–1946), Teatru Miejskiego w Lublinie (1946–1947), Teatru Klasycznego w Warszawie (1947–1948), Teatru im. Juliusza Osterwy w Lublinie (1948–1951), Teatru Młodej Warszawy (1951–1956), Teatru Komedia w Warszawie (1956–1957), Kabaretu Wagabunda (1957–1958), Teatru Współczesnego w Warszawie (1958–1970), Teatru Polskiego w Warszawie (1970–1971), ponownie Współczesnego (od 1971).
Poza teatrem popularność przyniosły mu występy estradowe, filmowe i telewizyjne. Był jedną z gwiazd telewizyjnego Kabaretu Starszych Panów, kabaretu „Dudek” oraz radiowego Podwieczorku przy mikrofonie.
Do najbardziej znanych ról filmowych Michnikowskiego zalicza się postać Jej Ekscelencji w Seksmisji Juliusza Machulskiego. Aktor występował także m.in. w filmach Rififi po sześćdziesiątce, Gangsterzy i filantropi, Otello z M-2, Skutki noszenia kapelusza w maju oraz Hallo Szpicbródka, czyli ostatni występ króla kasiarzy oraz serialu Czterej pancerni i pies. W polskiej wersji językowej serialu animowanego Smerfy użyczył głosu postaci Papy Smerfa. Wystąpił w przedstawieniu Teatru Telewizji Nikt mnie nie zna.
Zmarł 29 września 2017 w Warszawie; 5 października urna z prochami aktora została złożona do grobu rodzinnego na cmentarzu Powązkowskim (kwatera 68-1-27/28).

## Życie prywatne
Miał starszą siostrę Irenę (1906–1986) i starszego brata Feliksa (1910–1989). 
Był żonaty z Marią Anielą Sobieszek (1930–2009), historyk sztuki. W listopadzie 2014 ukazała się książka Tani drań – wywiad rzeka z Wiesławem Michnikowskim, przeprowadzony przez syna Marcina. Drugim synem jest rzeźbiarz Piotr Michnikowski.
Wnukami Wiesława Michnikowskiego są: Mateusz Michnikowski – aktor, Roch Michnikowski – operator filmowy oraz Jakub Michnikowski – reżyser i scenarzysta filmowy.

## Filmografia
- 2007: Na dobre i na złe – Jan (odc. 300)
- 2001: Na dobre i na złe – pan Jerzy (odc. 61)
- 1997: Pokój 107 – profesor Brzeszczyk, wykładowca Irka
- 1993: Czterdziestolatek. 20 lat później – literat Pacierpnik, pierwszy klient firmy Karwowskiego
- 1993: Skutki noszenia kapelusza w maju – Mateusz Korczyński
- 1989: Rififi po sześćdziesiątce – Edward Wróbel, kasjer w banku w Nowych Jorkach
- 1988–1991: W labiryncie – Czesław Kulczycki, przyjaciel Leona Guttmana (gościnnie)
- 1986: Podróże pana Kleksa – Doktor Paj-Chi-Wo
- 1984: Akademia pana Kleksa – Doktor Paj-Chi-Wo
- 1984: 5 dni z życia emeryta – Jan Bzowski, dziadek Adama
- 1983: Seksmisja – Jej Ekscelencja
- 1981: Wielka majówka – właściciel śmigła
- 1981: Jan Serce – Julian Jabłkowski, przyjaciel pani Antoniny
- 1980: Bajki na dobranoc – Animator Holas
- 1978: Hallo Szpicbródka, czyli ostatni występ króla kasiarzy – Kulka-Lalewicz, dyrektor teatru rewiowego „Czerwony Młyn”
- 1976: Mniejszy szuka Dużego – tatuś
- 1971: Wizyta – Olewski
- 1971: Pan Dodek – naczelnik
- 1971: Niebieskie jak Morze Czarne – dyrektor fabryki samochodów występujący w telewizji
- 1970: Hydrozagadka – profesor Milczarek
- 1970: Dzięcioł – mieszkaniec Warszawy
- 1966–1970: Czterej pancerni i pies – chorąży Stanisław Zubryk
- 1966–1968: Klub profesora Tutki – zazdrosny mąż (13)
- 1966: Mocne uderzenie – kompozytor Henio
- 1966: Piekło i niebo – Stefan
- 1965–1966: Wojna domowa – Felek Siekierski, znajomy Ireny Kamińskiej, na wywiadówce (odc. 3)
- 1965: Podziemny front – torturowany krawiec (odc. 3)
- 1964: Upał – ambasador pewnego mocarstwa
- 1963: Żona dla Australijczyka – akwarysta
- 1962: I ty zostaniesz Indianinem – „Pępuś”, członek bandy
- 1962: Gangsterzy i filantropi – Anastazy Kowalski,
- 1962: Mój stary – krawiec Bąbel, sąsiad Grzelów
- 1956: Warszawska syrena – Maciek
- 1950: Pierwsze starcie - junak Antek Bielecki (debiut filmowy)[9]

## Dubbing
- 2007: Rodzinka Robinsonów – dziadek Bud
- 2004: Iniemamocni – pani Hogenson
- 2002: Śnięty Mikołaj 2 – ojciec Czas
- 2001–2008: Café Myszka – Merlin
- 2001: Rudolf czerwononosy renifer i wyspa zaginionych zabawek – złodziej
- 2001: Harry Potter i Kamień Filozoficzny – profesor Flitwick
- 1996: Miki Mol i Straszne Płaszczydło – wiceprezydent
- 1996: Pinokio – Geppetto
- 1990: Tajemnica zaginionej skarbonki – Papa Smerf
- 1986: Porwanie w Tiutiurlistanie – Białoksiężnik
- 1986: C.K. Dezerterzy – aptekarz (głos)
- 1983: Przygody błękitnego rycerzyka – Mól
- 1981–1989: Smerfy – Papa Smerf
- 1977: Wielka podróż Bolka i Lolka – lord Fogg
- 1977: Alicja w Krainie Czarów – Kot Dziwak
- 1973: O krasnoludkach i sierotce Marysi – Koszałek
- 1969–1971: Dziwne przygody Koziołka Matołka – narrator
- 1968: Proszę słonia – tata
- 1964: Różowa Pantera: Strzał w ciemności
- 1963: Miecz w kamieniu (nowa wersja dubbingu) – Merlin
- Jaś i Małgosia – Jaś

## Odznaczenia i nagrody
- 1967: Odznaka 1000-lecia Państwa Polskiego
- 1974: Złoty Krzyż Zasługi[10]
- 1975: Złota odznaka honorowa „Za Zasługi dla Warszawy”
- 1977: Odznaka „Zasłużony Działacz Kultury”
- 1979: Krzyż Kawalerski Orderu Odrodzenia Polski
- 1979: Nagroda Prezesa Komitetu do Spraw Radia i Telewizji
- 1987: Złota Odznaka Honorowa Towarzystwa Polonia
- 2006: Splendor Splendorów[11]
- 2008: Złoty Medal „Zasłużony Kulturze Gloria Artis”
- 2009: Nagroda Miasta Stołecznego Warszawy[12]
- 2011: Nagroda im. Cypriana Kamila Norwida Dzieło Życia

## Upamiętnienie
W 2023 roku jego imię nadano skwerowi zlokalizowanemu po północnej stronie ulicy Człuchowskiej w Warszawie.

### O życiu i twórczości
- Szkic – esej: Wiesław Michnikowski – Chłopiec Czysty i Niewinny [w:] Marek Różycki jr. Artystyczny Bazar Różyckiego, Oficyna Wydawnicza Rafał Brzeziński /rafalbrzezinski.info/, 2016 – rozmowy, szkice i felietony z- i o najwybitniejszych twórcach kultury i sztuki, ss. 451, ISBN 978-83-65078-10-0[14]